# Liste der Kulturdenkmale in Barkelsby
In der Liste der Kulturdenkmale in Barkelsby sind alle Kulturdenkmale der schleswig-holsteinischen Gemeinde Barkelsby (Kreis Rendsburg-Eckernförde) und ihrer Ortsteile aufgelistet (Stand: 14. April 2025).
Die Bodendenkmale sind in der Liste der Bodendenkmale in Barkelsby aufgeführt.

## Legende
In den Spalten befinden sich folgende Informationen:
- Objekt-ID: die Nummer des Kulturdenkmales
- Lage: die Adresse des Kulturdenkmales und die geographischen Koordinaten. Kartenansicht, um Koordinaten zu setzen. In der Kartenansicht sind Kulturdenkmale ohne Koordinaten mit einem roten Marker dargestellt und können in der Karte gesetzt werden. Kulturdenkmale ohne Bild sind mit einem blauen Marker gekennzeichnet, Kulturdenkmale mit Bild mit einem grünen Marker.
- Offizielle Bezeichnung: Bezeichnung des Kulturdenkmales
- Beschreibung: die Beschreibung des Kulturdenkmales
- Bild: ein Bild des Kulturdenkmales

## Bauliche Anlagen
| Objekt-ID      | Lage                                                  | Offizielle Bezeichnung            | Beschreibung | Bild            |
| -------------- | ----------------------------------------------------- | --------------------------------- | --- | --------------- |
| 7687 Wikidata  | (54° 30′ 3″ N, 9° 51′ 55″ O)                          | Gutshaus Mohrberg                 | Alteintragung (Aktualisierung vorgesehen) - Begründung: Alteintragung (Aktualisierung vorgesehen) - Schutzumfang: Alteintragung (Aktualisierung vorgesehen) - Denkmaltyp: Bauliche Anlage                                 | BW              |
| 508 Wikidata   | Gut Hemmelmark (54° 29′ 56″ N, 9° 53′ 13″ O)          | Gut Hemmelmark: Mausoleum         | Mausoleum des Prinzen Heinrich; Alteintragung (Aktualisierung vorgesehen) - Begründung: Alteintragung (Aktualisierung vorgesehen) - Schutzumfang: Alteintragung (Aktualisierung vorgesehen) - Denkmaltyp: Bauliche Anlage | Fotos hochladen |
| 8405 Wikidata  | Gut Hohenstein (54° 29′ 47″ N, 9° 54′ 34″ O)          | Gedenkstein von 1883              | Alteintragung (Aktualisierung vorgesehen) - Begründung: Alteintragung (Aktualisierung vorgesehen) - Schutzumfang: Alteintragung (Aktualisierung vorgesehen) - Denkmaltyp: Bauliche Anlage                                 | BW              |
| 8406 Wikidata  | Gut Hohenstein (54° 29′ 59″ N, 9° 54′ 39″ O)          | künstl. Turmruine                 | Alteintragung (Aktualisierung vorgesehen) - Begründung: Alteintragung (Aktualisierung vorgesehen) - Schutzumfang: Alteintragung (Aktualisierung vorgesehen) - Denkmaltyp: Bauliche Anlage                                 | Fotos hochladen |
| 6244 Wikidata  | Gut Hohenstein (54° 29′ 56″ N, 9° 54′ 35″ O)          | Teepavillon / Eiskeller           | Alteintragung (Aktualisierung vorgesehen) - Begründung: Alteintragung (Aktualisierung vorgesehen) - Schutzumfang: Alteintragung (Aktualisierung vorgesehen) - Denkmaltyp: Bauliche Anlage                                 | BW              |
| 31 Wikidata    | Gut Hohenstein 1 (54° 29′ 59″ N, 9° 54′ 31″ O)        | Herrenhaus                        | Alteintragung (Aktualisierung vorgesehen) - Begründung: Alteintragung (Aktualisierung vorgesehen) - Schutzumfang: Alteintragung (Aktualisierung vorgesehen) - Denkmaltyp: Bauliche Anlage                                 | Fotos hochladen |
| 4754 Wikidata  | Gut Hohenstein 1 (54° 29′ 59″ N, 9° 54′ 28″ O)        | Speicher                          | Alteintragung (Aktualisierung vorgesehen) - Begründung: Alteintragung (Aktualisierung vorgesehen) - Schutzumfang: Alteintragung (Aktualisierung vorgesehen) - Denkmaltyp: Bauliche Anlage                                 | Fotos hochladen |
| 4755 Wikidata  | Gut Hohenstein 1 (54° 29′ 57″ N, 9° 54′ 28″ O)        | Kuhhaus von 1871                  | Alteintragung (Aktualisierung vorgesehen) - Begründung: Alteintragung (Aktualisierung vorgesehen) - Schutzumfang: Alteintragung (Aktualisierung vorgesehen) - Denkmaltyp: Bauliche Anlage                                 | Fotos hochladen |
| 4756 Wikidata  | Gut Hohenstein 1 (54° 30′ 0″ N, 9° 54′ 29″ O)         | Schweinestall (Gutsmuseum)        | Alteintragung (Aktualisierung vorgesehen) - Begründung: Alteintragung (Aktualisierung vorgesehen) - Schutzumfang: Alteintragung (Aktualisierung vorgesehen) - Denkmaltyp: Bauliche Anlage                                 | Fotos hochladen |
| 7682 Wikidata  | Gut Hohenstein 1 (54° 29′ 56″ N, 9° 54′ 26″ O)        | Schafstall von 1882               | Alteintragung (Aktualisierung vorgesehen) - Begründung: Alteintragung (Aktualisierung vorgesehen) - Schutzumfang: Alteintragung (Aktualisierung vorgesehen) - Denkmaltyp: Bauliche Anlage                                 | BW              |
| 11307 Wikidata | Gut Hohenstein 2 – 3 (54° 30′ 0″ N, 9° 54′ 25″ O)     | Verwalterhaus                     | Alteintragung (Aktualisierung vorgesehen) - Begründung: Alteintragung (Aktualisierung vorgesehen) - Schutzumfang: Alteintragung (Aktualisierung vorgesehen) - Denkmaltyp: Bauliche Anlage                                 | Fotos hochladen |
| 7678 Wikidata  | Gut Hohenstein 4 (54° 29′ 59″ N, 9° 54′ 25″ O)        | Pferdestall von 1881              | Alteintragung (Aktualisierung vorgesehen) - Begründung: Alteintragung (Aktualisierung vorgesehen) - Schutzumfang: Alteintragung (Aktualisierung vorgesehen) - Denkmaltyp: Bauliche Anlage                                 | Fotos hochladen |
| 7679 Wikidata  | Gut Hohenstein 5 (54° 29′ 58″ N, 9° 54′ 24″ O)        | Remise mit Uhrturm von 1936       | Alteintragung (Aktualisierung vorgesehen) - Begründung: Alteintragung (Aktualisierung vorgesehen) - Schutzumfang: Alteintragung (Aktualisierung vorgesehen) - Denkmaltyp: Bauliche Anlage                                 | Fotos hochladen |
| 7680 Wikidata  | Gut Hohenstein 6 a-b (54° 30′ 0″ N, 9° 54′ 31″ O)     | Meierei mit Göpelanbau            | Alteintragung (Aktualisierung vorgesehen) - Begründung: Alteintragung (Aktualisierung vorgesehen) - Schutzumfang: Alteintragung (Aktualisierung vorgesehen) - Denkmaltyp: Bauliche Anlage                                 | Fotos hochladen |
| 844 Wikidata   | Gutsweg 3 – 7 (54° 29′ 17″ N, 9° 52′ 29″ O)           | Gut Hemmelmark: Torhaus           | Alteintragung (Aktualisierung vorgesehen) - Begründung: Alteintragung (Aktualisierung vorgesehen) - Schutzumfang: Alteintragung (Aktualisierung vorgesehen) - Denkmaltyp: Bauliche Anlage                                 | Fotos hochladen |
| 842 Wikidata   | Herrenhaus 1 (54° 29′ 21″ N, 9° 52′ 34″ O)            | Gut Hemmelmark: Herrenhaus        | Alteintragung (Aktualisierung vorgesehen) - Begründung: Alteintragung (Aktualisierung vorgesehen) - Schutzumfang: Alteintragung (Aktualisierung vorgesehen) - Denkmaltyp: Bauliche Anlage                                 | Fotos hochladen |
| 843 Wikidata   | Herrenhaus 1 (54° 29′ 21″ N, 9° 52′ 32″ O)            | Gut Hemmelmark: sog. Viktoriahaus | Alteintragung (Aktualisierung vorgesehen) - Begründung: Alteintragung (Aktualisierung vorgesehen) - Schutzumfang: Alteintragung (Aktualisierung vorgesehen) - Denkmaltyp: Bauliche Anlage                                 | Fotos hochladen |
| 845 Wikidata   | Herrenhaus 1 (54° 29′ 18″ N, 9° 52′ 32″ O)            | Gut Hemmelmark: Gutsscheune       | Alteintragung (Aktualisierung vorgesehen) - Begründung: Alteintragung (Aktualisierung vorgesehen) - Schutzumfang: Alteintragung (Aktualisierung vorgesehen) - Denkmaltyp: Bauliche Anlage                                 | Fotos hochladen |
| 7685 Wikidata  | Waabser Chaussee (54° 30′ 8″ N, 9° 54′ 29″ O)         | Eiskeller an der L 26             | Alteintragung (Aktualisierung vorgesehen) - Begründung: Alteintragung (Aktualisierung vorgesehen) - Schutzumfang: Alteintragung (Aktualisierung vorgesehen) - Denkmaltyp: Bauliche Anlage                                 | Fotos hochladen |
| 7683 Wikidata  | Waabser Chaussee 101 (54° 30′ 6″ N, 9° 54′ 15″ O)     | Gutskate                          | Alteintragung (Aktualisierung vorgesehen) - Begründung: Alteintragung (Aktualisierung vorgesehen) - Schutzumfang: Alteintragung (Aktualisierung vorgesehen) - Denkmaltyp: Bauliche Anlage                                 | Fotos hochladen |
| 8396 Wikidata  | Waabser Chaussee 105 (54° 30′ 7″ N, 9° 54′ 19″ O)     | Gutskate (ehem. Stellmacherhaus)  | Alteintragung (Aktualisierung vorgesehen) - Begründung: Alteintragung (Aktualisierung vorgesehen) - Schutzumfang: Alteintragung (Aktualisierung vorgesehen) - Denkmaltyp: Bauliche Anlage                                 | Fotos hochladen |
| 8395 Wikidata  | Waabser Chaussee 107–109 (54° 30′ 8″ N, 9° 54′ 17″ O) | Gutskate                          | Alteintragung (Aktualisierung vorgesehen) - Begründung: Alteintragung (Aktualisierung vorgesehen) - Schutzumfang: Alteintragung (Aktualisierung vorgesehen) - Denkmaltyp: Bauliche Anlage                                 | Fotos hochladen |
| 8399 Wikidata  | Waabser Chaussee 117 (54° 30′ 7″ N, 9° 54′ 20″ O)     | Gutskate                          | Alteintragung (Aktualisierung vorgesehen) - Begründung: Alteintragung (Aktualisierung vorgesehen) - Schutzumfang: Alteintragung (Aktualisierung vorgesehen) - Denkmaltyp: Bauliche Anlage                                 | Fotos hochladen |
| 8397 Wikidata  | Waabser Chaussee 119–121 (54° 30′ 8″ N, 9° 54′ 26″ O) | Gutskate                          | Alteintragung (Aktualisierung vorgesehen) - Begründung: Alteintragung (Aktualisierung vorgesehen) - Schutzumfang: Alteintragung (Aktualisierung vorgesehen) - Denkmaltyp: Bauliche Anlage                                 | Fotos hochladen |
| 8398 Wikidata  | Waabser Chaussee 123 (54° 30′ 9″ N, 9° 54′ 29″ O)     | Gutskate (ehem. Verwalterhaus)    | Alteintragung (Aktualisierung vorgesehen) - Begründung: Alteintragung (Aktualisierung vorgesehen) - Schutzumfang: Alteintragung (Aktualisierung vorgesehen) - Denkmaltyp: Bauliche Anlage                                 | Fotos hochladen |
| 8400 Wikidata  | Waabser Chaussee 125–127 (54° 30′ 9″ N, 9° 54′ 29″ O) | Gutskate                          | Alteintragung (Aktualisierung vorgesehen) - Begründung: Alteintragung (Aktualisierung vorgesehen) - Schutzumfang: Alteintragung (Aktualisierung vorgesehen) - Denkmaltyp: Bauliche Anlage                                 | Fotos hochladen |
| 8401 Wikidata  | Waabser Chaussee 129–131 (54° 30′ 9″ N, 9° 54′ 32″ O) | Gutskate                          | Alteintragung (Aktualisierung vorgesehen) - Begründung: Alteintragung (Aktualisierung vorgesehen) - Schutzumfang: Alteintragung (Aktualisierung vorgesehen) - Denkmaltyp: Bauliche Anlage                                 | Fotos hochladen |

## Gründenkmale
| Objekt-ID      | Lage                                         | Offizielle Bezeichnung                  | Beschreibung | Bild            |
| -------------- | -------------------------------------------- | --------------------------------------- | --- | --------------- |
| 251 Wikidata   | Gut Hohenstein (54° 29′ 55″ N, 9° 54′ 34″ O) | Landschaftsgarten                       | Alteintragung (Aktualisierung vorgesehen) Begründung: geschichtlich, wissenschaftlich, künstlerisch, Kulturlandschaft prägend Schutzumfang: Landschaftsgarten, Teiche, künstl. Felsenanlage (1877), Gartenallee (Linden), Lindenrondell, Teich südlich des Herrenhauses Denkmaltyp: Gründenkmal | Fotos hochladen |
| 7686 Wikidata  | Gut Hohenstein (54° 30′ 3″ N, 9° 54′ 22″ O)  | Zufahrtsallee (Linden)                  | Alteintragung (Aktualisierung vorgesehen) - Begründung: geschichtlich, Kulturlandschaft prägend - Schutzumfang: gesamtes Objekt - Denkmaltyp: Gründenkmal | Fotos hochladen |
| 8402 Wikidata  | Gut Hohenstein (54° 29′ 58″ N, 9° 54′ 29″ O) | Lindenoval Wirtschaftshof               | Alteintragung (Aktualisierung vorgesehen) - Begründung: geschichtlich, Kulturlandschaft prägend - Schutzumfang: gesamtes Objekt - Denkmaltyp: Gründenkmal | Fotos hochladen |
| 31319 Wikidata | Gut Hohenstein (54° 29′ 49″ N, 9° 54′ 37″ O) | Familienbegräbnisstätte mit Lindenkranz | Alteintragung (Aktualisierung vorgesehen) - Begründung: geschichtlich, Kulturlandschaft prägend - Schutzumfang: gesamtes Objekt - Denkmaltyp: Gründenkmal | BW              |

## Quelle
- Liste der Kulturdenkmale in Schleswig-Holstein – Kreis Rendsburg-Eckernförde

- Karte mit allen Koordinaten:
- OSM |
- WikiMap